# Bunyu Airport
Bunyu Airport är en flygplats i Indonesien. Den ligger i den norra delen av landet, 1 600 km nordost om huvudstaden Jakarta. Bunyu Airport ligger 39 meter över havet. Den ligger på ön Pulau Bunyu.
Terrängen runt Bunyu Airport är platt. Havet är nära Bunyu Airport åt sydost.